# Witmantelstompneusaap
De witmantelstompneusaap (Rhinopithecus brelichi)  is een zoogdier uit de familie van de apen van de Oude Wereld (Cercopithecidae). De wetenschappelijke naam van de soort werd voor het eerst geldig gepubliceerd door Thomas in 1903.

## Voorkomen en gedrag
De soort komt voor op de berg Fanjingshan in het zuidwesten van China. Er zouden 700 à 800 witmantelstompneusapen leven. Het dier leeft voornamelijk overdag, maar vertoont ook 's nachts activiteit, vooral tijdens de herfst en de lente, waarin respectievelijk zaden en jonge bladeren veelvuldig aanwezig zijn. De herfst valt ook samen met de paartijd van de aap, de lente met het baren.